# Vinh Sơn Chiêm Tư Lộc
Vinh Sơn Chiêm Tư Lộc (tiếng Trung: 詹思祿, tiếng Anh: Zhan Si-lu; sinh 1961), đôi khi được viết tên Thánh là Ignatiô hay Inhaxiô , là một giám mục Công giáo người Trung Quốc. Ông hiện là Giám mục chính tòa Giáo phận Phúc Ninh. Về phía chính quyền Trung Quốc, ông giữ cương vị Giám mục Mân Đông, Phó chủ tịch Hội Công giáo Yêu nước Trung Quốc.

## Tiểu sử
Giám mục Chiêm sinh ngày 13 tháng 3 năm 1961 tại Ninh Đức, tỉnh Phúc Kiến (Trung Quốc). Thời trẻ, ông gia nhập tu viện Xà Sơn Thượng Hải tu tập. Ngày 24 tháng 6 năm 1989, ông thụ phong chức linh mục, sau đó trở về quê hương ở Ninh Đức thực hiện tác vụ.
Cuối năm 1999, Hội Công giáo Yêu nước Trung Quốc bầu linh mục Chiêm vào chức vụ Giám mục Phó giáo phận Mân Đông. Lễ tấn phong của ông được tổ chức ngày 6 tháng 1 năm 2000 tại Bắc Kinh mà không có sự đồng ý của Giáo hoàng. Tòa Thánh không công nhận sự việc này và phạt vạ tuyệt thông với ông.
Năm 2004, ông được bầu làm Phó chủ tịch Hội Công giáo Yêu nước Trung Quốc. Tháng 4 năm 2005, giám mục bất hợp thức của giáo phận Mân Đông là Phêrô Trương Thực Chi nghỉ hưu, ông kế nhiệm chức vụ Giáo phận Mân Đông, một giáo phận do chính quyền thành lập tương ứng với giáo phận Phúc Ninh. Ngày 14 tháng 5 năm 2006, chính quyền Trung Quốc thông cáo công nhận ông là giám mục Mân Đông. Tòa Thánh một lần nữa không thừa nhận chức phẩm này do Giám mục chính tòa Phúc Ninh là Ignatiô Hoàng Thủ Thành chưa qua đời hay từ nhiệm. Phía Tòa Thánh cũng ra thông cáo bổ nhiệm giám mục Phó Phúc Ninh là Vinh Sơn Quách Hy Cẩm năm 2008, qua đó tái thừa nhận chức vụ giám mục chính tòa Phúc Ninh của giám mục Hoàng chưa thay đổi.
Ngày 30 tháng 7 năm 2016, giám mục Ignatiô Hoàng Thủ Thành qua đời, giám mục Quách được Tòa Thánh công nhận là Giám mục Phúc Ninh, cùng tranh chấp vị trí với giám mục Chiêm, vốn được chính quyền Trung Quốc hậu thuẫn.
Tháng 1 năm 2018, ông được bầu làm Ủy viên Hội nghị Hiệp thương Chính trị Nhân dân Trung Quốc khóa XIII.
Trong một động thái hòa giải, ngày 22 tháng 9 năm 2018, Tòa Thánh công nhận chức vị Giám mục chính tòa của Giám mục Chiêm. Giám mục Quách được Tòa Thánh yêu cầu nhường vị trí Giám mục chính tòa lại cho Giám mục Chiêm vào ngày 12 tháng 12 năm 2018 và giữ vai trò Giám mục phụ tá của Giáo phận Phúc Ninh.